# イイデリンドウ
イイデリンドウ（飯豊竜胆、学名：Gentiana nipponica var. robusta）は、リンドウ科リンドウ属の多年草。ミヤマリンドウを基本種とする変種で、飯豊山地に特産する高山植物。

## 特徴
基本種のミヤマリンドウは、花冠の副片が花冠裂片とともに平開するのに対し、本種は花冠副片が開花時に直立し、花喉を被う。萼裂片は反り返らない。
茎の基部が長く這い、茎先が立ち上がり、高さは5-12cmになる。葉は茎に対生し、葉の形は小型の卵状長楕円形で、長さは5-10mmになり、やや厚め。花期は7-8月で、茎の上部に長さ20-27mmになる青紫色の基本種より大型の花を1-4個ほどつける。

## 分布と生育環境
福島県、新潟県および山形県にまたがる飯豊山地に特産し、やや乾いた岩礫地の小低木の群落中に生育する。
飯豊山地においても、基本種のミヤマリンドウは沢筋などの湿り気のある場所に生育する。本種は飯豊山地の南部では飯豊山神社から飯豊本山を経て御西岳までの稜線に、北部では烏帽子岳から北股岳、門内岳、地神北峰にかけた稜線の新潟県側斜面の乾いた場所にみられる。

## Status
絶滅危惧II類 (VU)（環境省レッドリスト）
2007年8月レッドリスト